# Ivan Dolenc (izdelovalec godal)
za druge osebe glej Ivan Dolenc (razločitev)
Ivan Dolenc (tudi Dollenz), slovenski izdelovalec godal, * (?) 1776, Vipava, † (?) 1852, Trst.
Izdelovanja godal se je učil v Cremoni pri zadnjem velikem mojstru Stradivarijeve šole Lorenzu Storiniju in nadaljeval tradicijo svojega učitelja v Trstu.
Njegova godala, ki so slovela po izredni kakovosti, so se odlikovala po zelo prijetnem in bleščeče polnem zvoku, značilen zanje pa je zlato-rdeč lak. V petdesetih letih dela v Trstu je izdelal več desetin violin, viol in violončelov.  Očetovo delo je nadaljeval sin Jožef Dolenc (1831–1888).